# Tetramorium tricarinatum
Tetramorium tricarinatum är en myrart som beskrevs av Hugo Viehmeyer 1914. Tetramorium tricarinatum ingår i släktet Tetramorium och familjen myror. Inga underarter finns listade i Catalogue of Life.

## Bildgalleri

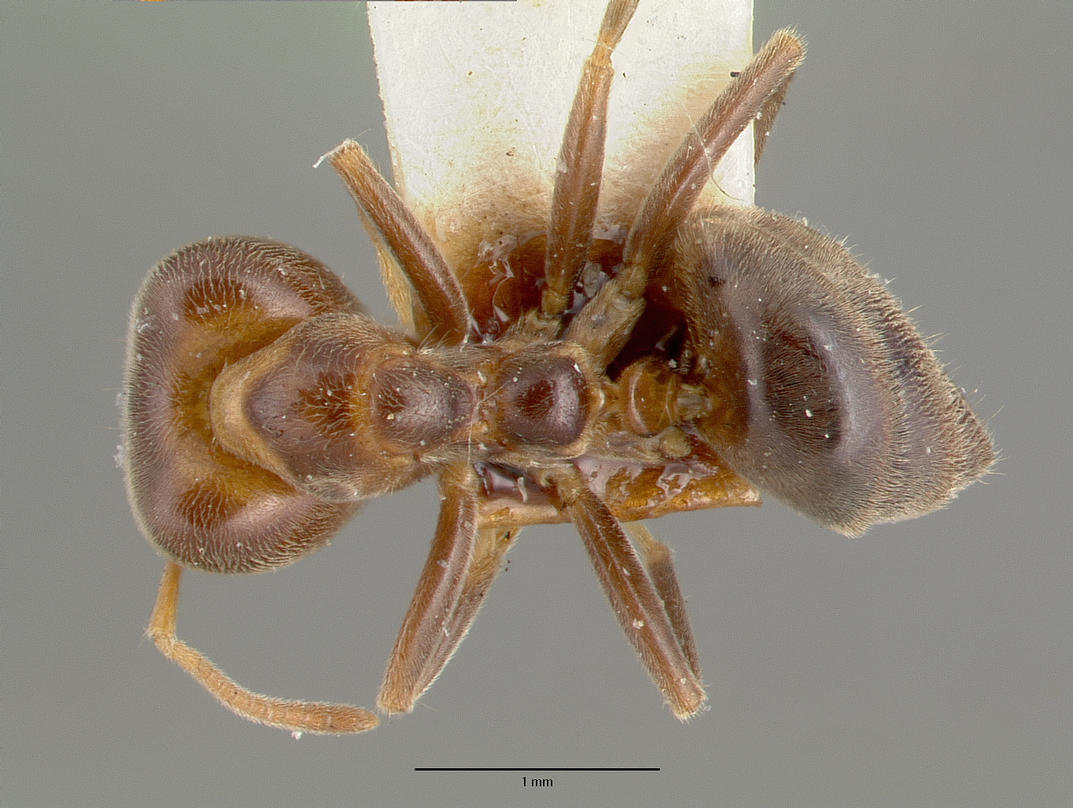
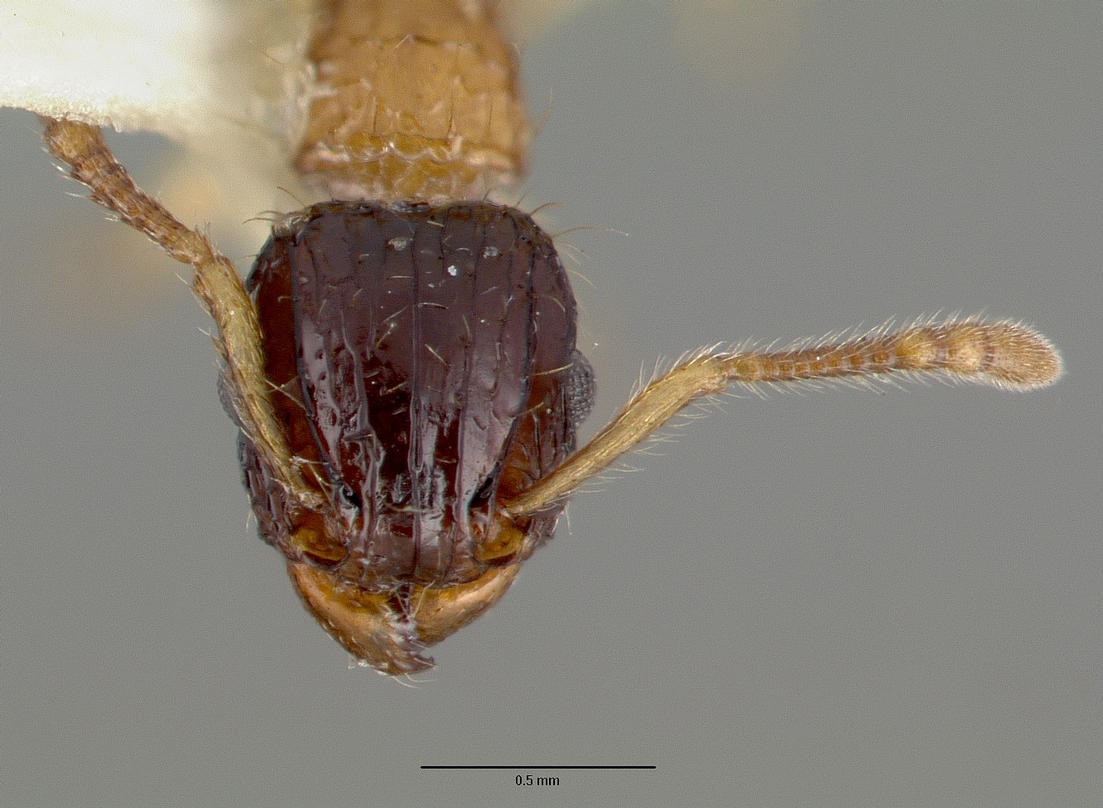
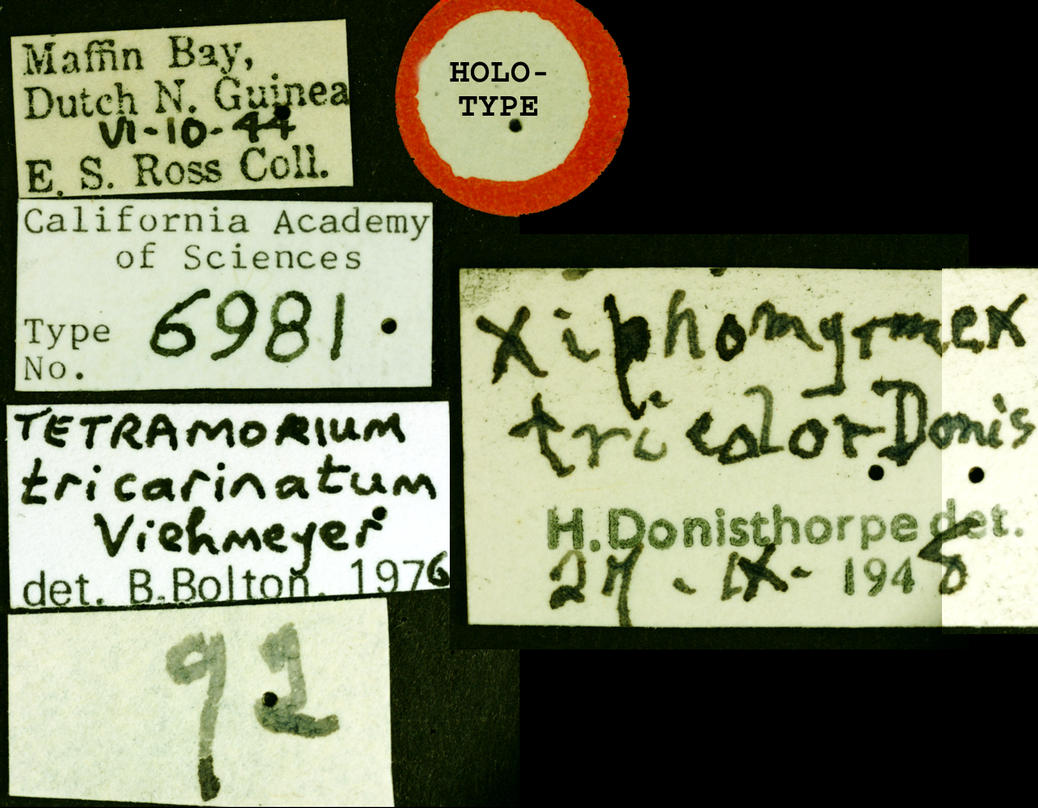
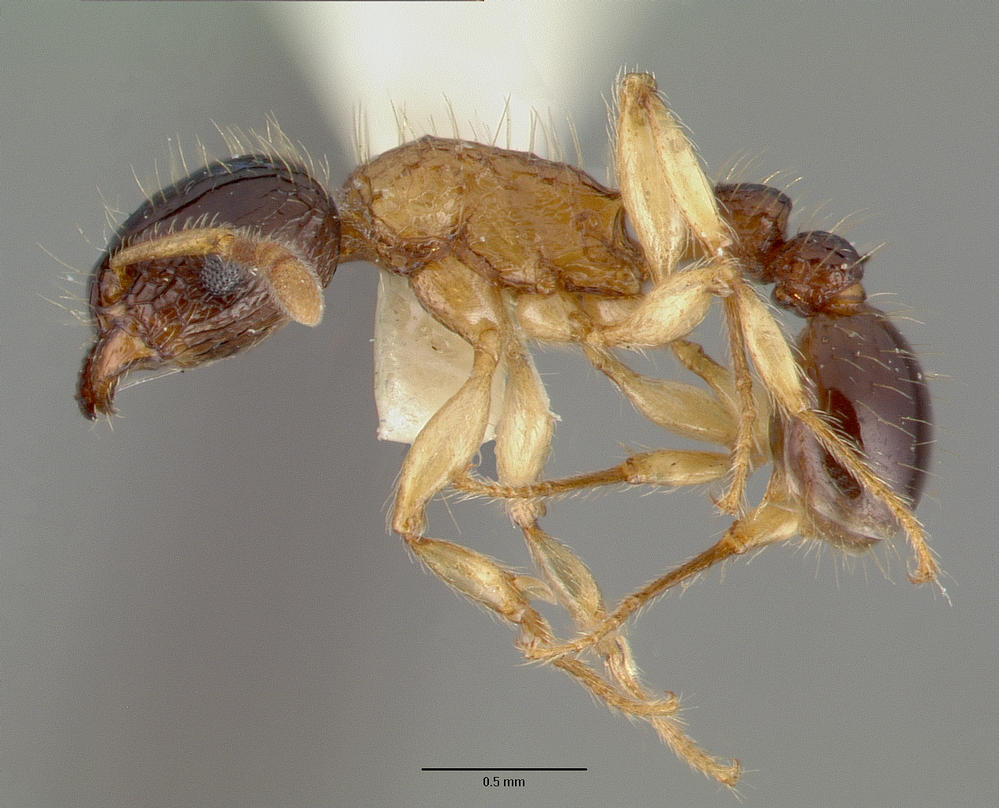